# Vinh Hưng
Vinh Hưng là một phường thuộc tỉnh Nghệ An, Việt Nam. Phường được hình thành trên cơ sở sáp nhập các phường Hưng Đông, Quán Bàu, xã Nghi Kim và Nghi Liên của thành phố Vinh trong đợt sáp nhập tỉnh thành Việt Nam 2025.

## Hành chính và tên gọi
Phường Vinh Hưng được thành lập theo Nghị quyết số 1678/NQ-UBTVQH15 của Ủy ban Thường vụ Quốc hội Việt Nam, ban hành ngày 16 tháng 6 năm 2025. Theo đó, sắp xếp toàn bộ diện tích tự nhiên, quy mô dân số của các phường Hưng Đông, phường Quán Bàu, xã Nghi Kim và xã Nghi Liên thuộc thành phố Vinh trước đây thành một phường mới có tên gọi là phường Thành Vinh. Trước đó, theo Đề án sắp xếp đơn vị hành chính cấp xã tỉnh Nghệ An, phường này là phường Vinh 3. Việc đặt tên phường Vinh Hưng là do trước đây vùng này là xã Vinh Hưng ngoại thành nằm ở phía tây thành phố Vinh thành lập năm 1956 cho đến năm 1979 thì đổi thành tiểu khu Đội Cung.
Sau sắp xếp phường có diện tích tự nhiên 25,47 km2, quy mô dân số 60.159 người. Về hành chính, phía Đông giáp phường Vinh Phú, phía Nam giáp phường Trường Vinh, phía Tây giáp xã Hưng Nguyên, xã Nghi Lộc, phía Bắc giáp xã Nghi Lộc.